# Bayou

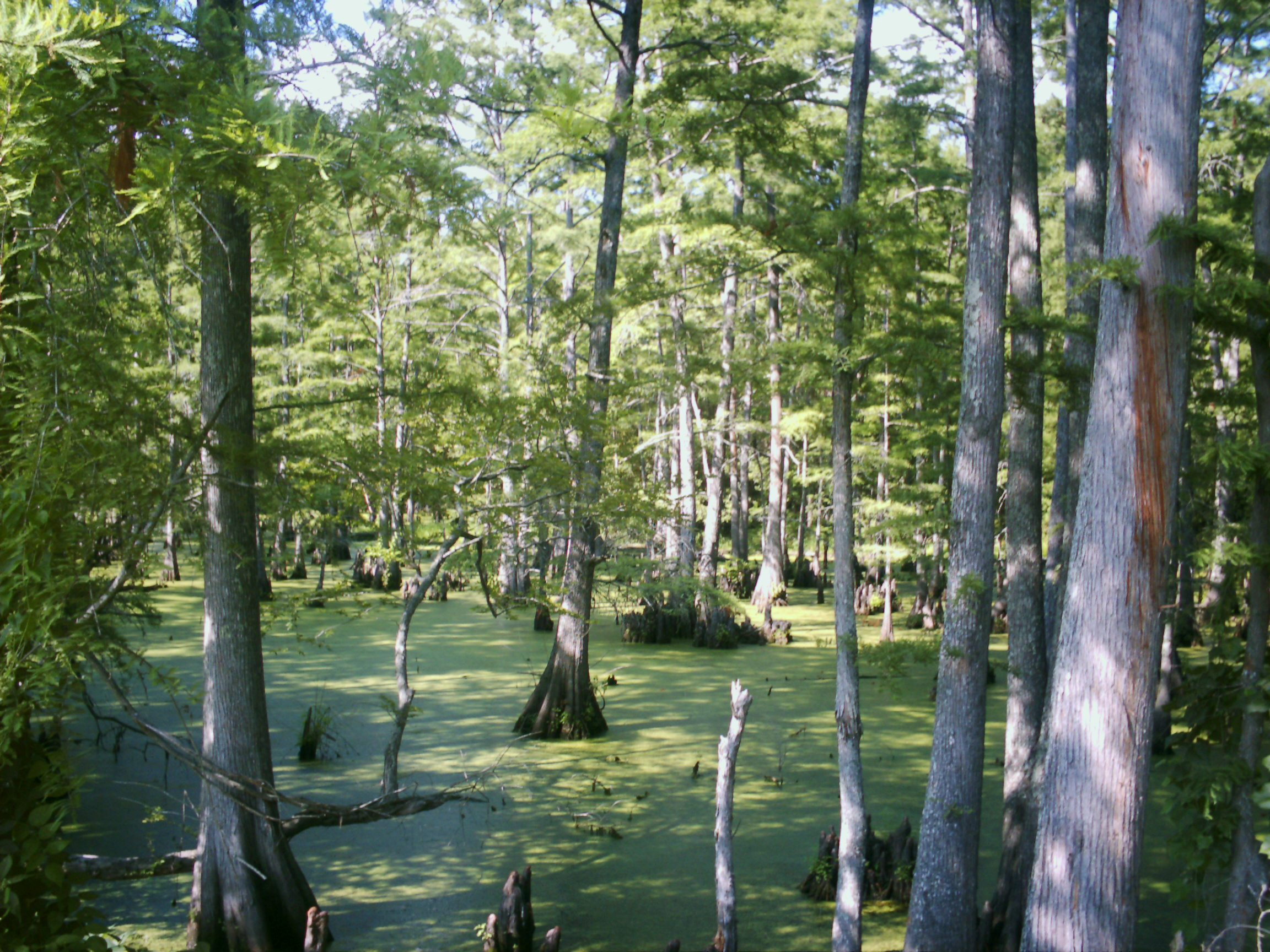
Il Cypress Bayou a Jefferson, Texas, altra zona di bayou.

Il bayou (dal francese, a sua volta dalla lingua choctaw bayouk, che significa «fiume» o «tortuosità») è un ecosistema tipico del delta del Mississippi, in Louisiana.

## Descrizione
Il bayou è costituito da distese paludose che si sviluppano tra i diversi bracci del fiume Mississippi. I corsi d'acqua formano una rete navigabile che la popolazione locale ha usato per secoli ed è un ecosistema tipico della Louisiana, caratterizzato da fitte foreste e case su palafitte.
Il bayou è diverso dalle foreste a mangrovia perché la sua acqua è dolce, mentre la mangrovia si sviluppa in acqua salata. In entrambi i casi la fauna è numerosa e variegata con alligatori, lamantini, delfini, crostacei, anfibi e volatili come l'airone o l'ibis. L'habitat è tipico anche della zanzara e della lucciola.